# 1885

## Събития
- 26 март – Американската компания „Ийстман“ произвежда първата кинолента с комерсиална цел.
- 28 март – В САЩ официално е създадена Армията на спасението.
- 11 април – Основан е Футболен клуб Лутън Таун от сливането на двата съществуващи местни клуба.
- 6 юли – Луи Пастьор прави първата ваксинация на човек, като спасява ухапано от бясно куче дете.
- 18 септември (6 септември стар стил) – Съединение на Княжество България с Източна Румелия.
- 3 октомври – Основан е Футболен клуб Милуол, Лондон.
- 14 ноември (2 ноември стар стил) – Начало на Сръбско-българската война.
- Създаден е първият кондом от гума след изобретяването на вулканизацията.
- В Чикаго е завършена първата сграда смятана за небостъргач. Назована е с името „Хоум иншурънс билдинг“. Висока е 42 метра (10 етажа). По-късно са добавени още два допълнителни етажа. Зданието е разрушено през 1931 година.

## Родени
- Армен Купциос, гръцки революционер
- Асен Траянов, български изследовател
- Кирил Лазаров, български политик
- Никола Христов – Неговански, български революционер
- Яни Рамненски, гръцки андартски капитан
- 8 януари – Иван Дипчев, български военен деец
- 21 януари – Михаил Фрунзе, съветски политически лидер
- 4 февруари – професор Асен Златаров, учен, белетрист и общественик
- 7 февруари – Синклер Луис, американски писател и драматург
- 9 февруари – Албан Берг, австрийски композитор († 1935 г.)
- 12 февруари – Юлиус Щрайхер, германски политик
- 13 февруари – Бес Труман, първа дама на САЩ (1945 – 1953)
- 21 февруари – Саша Гитри, френски актьор, режисьор, сценарист и драматург
- 24 февруари – Честър Нимиц, американски адмирал
- 25 февруари – Алис Батенберг,
- 28 февруари – Лалю Метев, български индустриалец
- 22 март – Стефан Тинтеров, български поет
- 31 март – Жул Паскин, художник
- 6 април – Вълко Димитров, деец на БЗНС, ятак
- 9 април – Гошка Дацов, български художник
- 18 април – Гюрга Пинджурова, българска певица
- 1 май – Екатерина Ненчева, българска поетеса
- 10 май – Фриц фон Унру, немски писател и художник († 1970 г.)
- 11 май – Станислав Крайовски, български военен деец
- 24 май – Методий Лолов, журналист и писател
- 26 май – Николай Лилиев, български поет
- 3 юни – Йоан XXIII, римски папа
- 6 юни – Никола Ракитин, български писател
- 11 юни – Николай Булганин, съветски политически и военен деец
- 28 юни – Бертолд Фиртел, австрийски поет, драматург и режисьор
- 29 юли – Теда Бара, американска актриса
- 6 септември – Франц Теодор Чокор, австрийски писател († 1969 г.)
- 11 септември – Дейвид Хърбърт Лорънс, английски писател
- 16 септември – Карен Хорни,
- 23 септември – Иван Илиев, български революционер
- 28 септември – Тодор Сопотски, български революционер
- 3 октомври – Георги Кулишев, български политик
- 7 октомври – Нилс Бор, датски физик
- 11 октомври – Франсоа Мориак, френски писател
- 23 октомври – Емануил Попдимитров, български поет и писател
- 27 октомври – Владимир Чорович, сръбски историк
- 27 октомври – Езра Паунд, американски поет († 1972)
- 27 декември – Иван Буреш, български учен зоолог, ентомолог

## Починали
- Абдул Керим Надир паша, османски офицер
- Виктор Румпелмайер, австрийски архитект
- 7 февруари – Ивасаки Ятаро, Японски финансист и индустриалец
- 8 февруари – Николай Северцов, руски зоолог и пътешественик (р. 1827)
- 22 май – Виктор Юго, френски писател
- 3 ноември – Костадин Халачев, български военен деец
- 5 ноември – Васил Данаджиев, български офицер
- 7 ноември – Иван Бобев, български военен деец
- 16 ноември – Луи Риел, канадски политик и революционер (р. 1844)
- 18 ноември – Марин Маринов, български военен деец
- 25 ноември – Алфонсо XII, крал на Испания (р. 1857)
- 15 декември – Фердинанд II, германски принц, крал на Португалия (р. 1816)